# 吉備寺
吉備寺（きびじ）は、岡山県倉敷市真備町にある真言宗御室派の寺院。山号は鏡林山。本尊は薬師如来で行基作と伝えられ、秘仏となっている。

## 概要
この地には飛鳥時代に箭田廃寺（やたはいじ）が存在し、鬼瓦（後述）や礎石が出土している。吉備寺は箭田廃寺の跡に建てられており、礎石は現在、庭石に利用されている。この地の古代豪族・下道氏の一族で奈良時代の大臣・吉備真備を輩出した吉備氏の氏寺である。この寺院の南西に真備の祖父の墓と伝えられている場所があり、吉備様と呼ばれている。このため、江戸時代初期までは真蔵寺という名であったが、元禄年間（1688年 - 1704年）のはじめに当時の岡田藩主・伊東長貞により吉備寺に改められた。なお、現在の本堂等は江戸時代の建造である。
脳病に効験があるといわれる「へちま封じ」と呼ばれる祈祷が行われる。また、受験シーズンには奈良時代きっての文化人であった真備にあやかり、入学や就職の祈願で賑わう。
寺の周辺には真備が遣唐使として派遣されたことにちなみ、「まきび公園」や「まきび記念館」といった中国風の施設が設けられている。

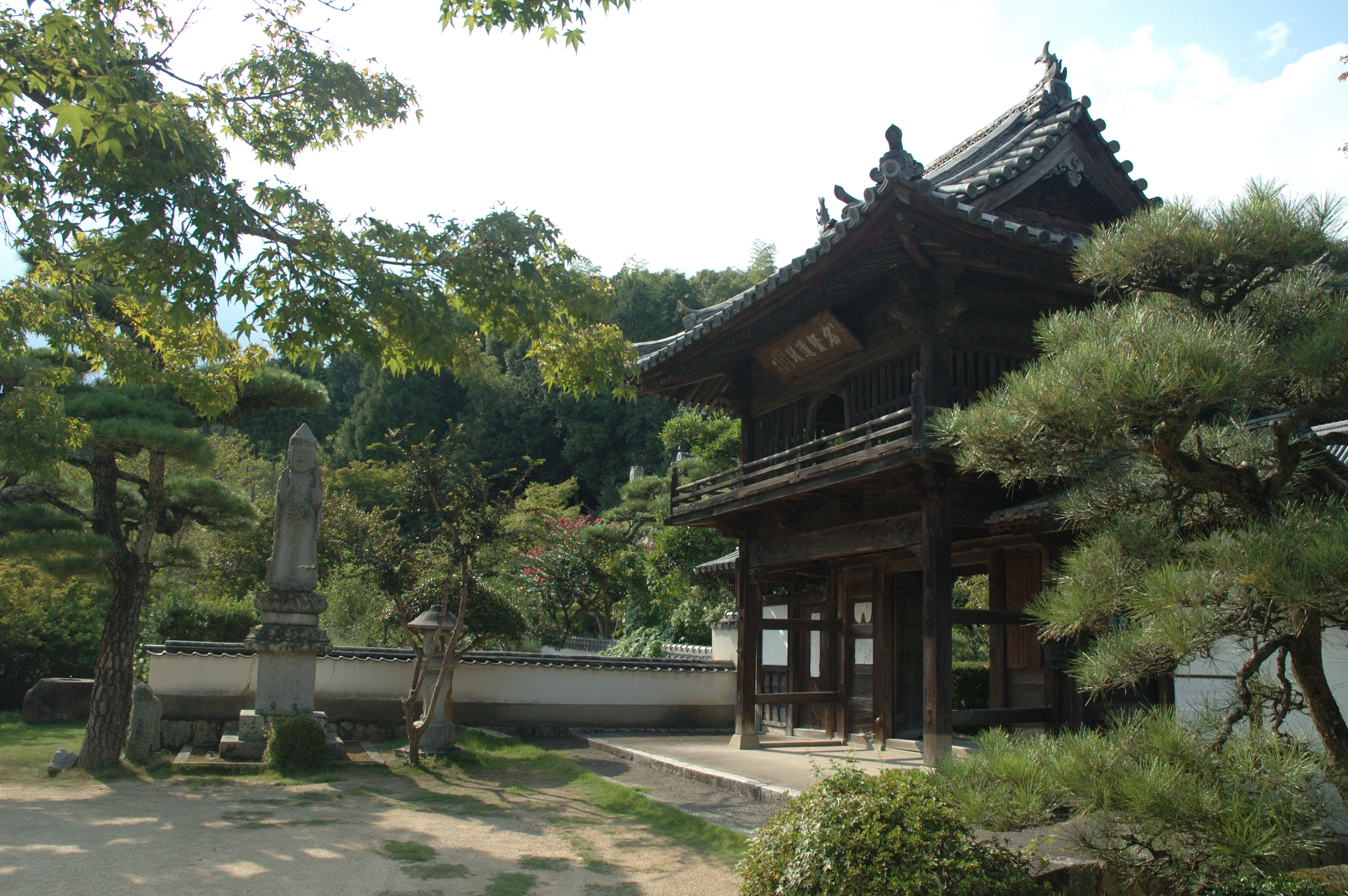
境内と山門
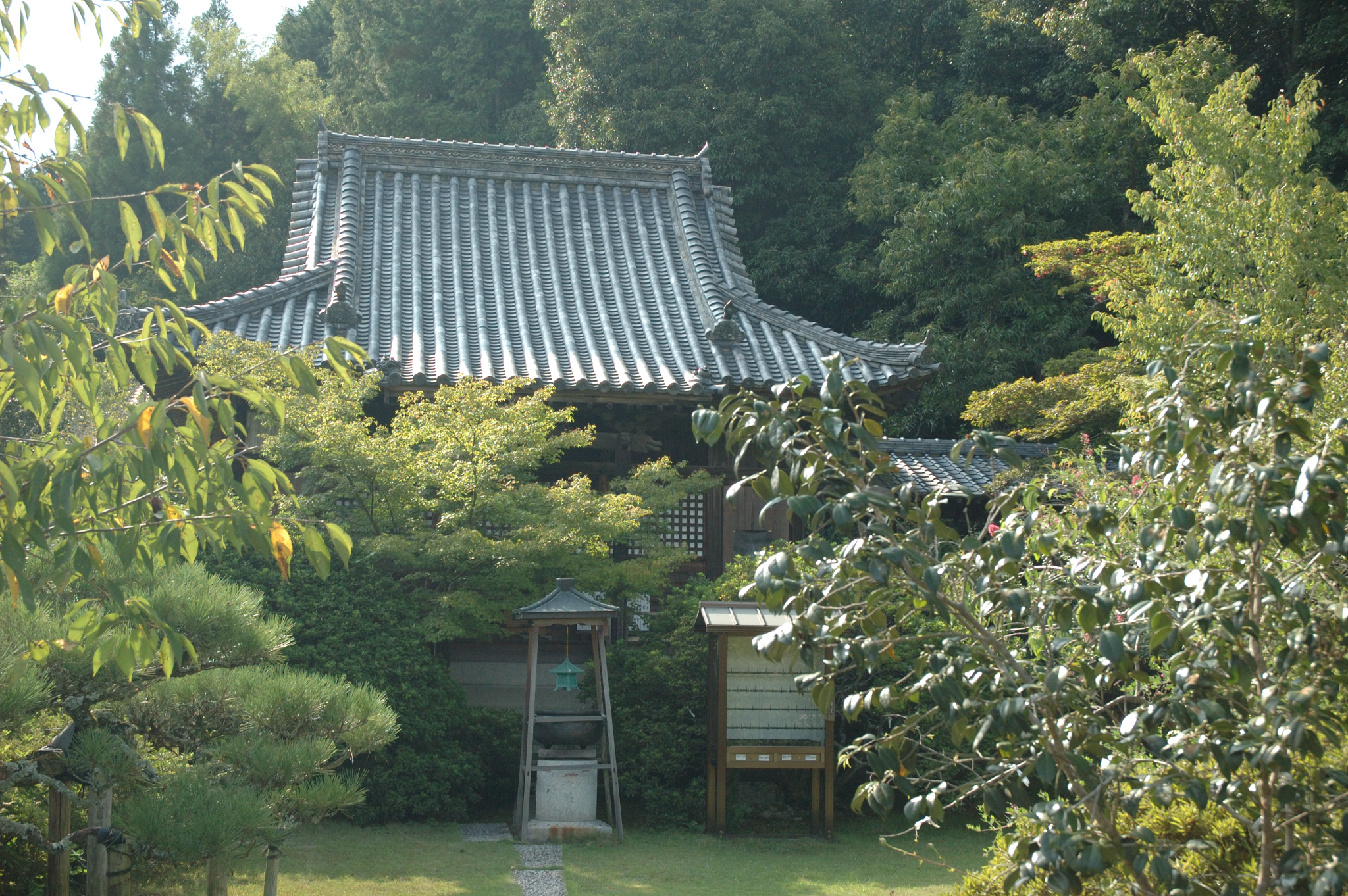
本堂

## 文化財
重要文化財（国指定）
- 蓮華文鬼瓦・四葉蓮華文鐙瓦（しようれんげもん あぶみがわら）・花枝文宇瓦（かしもん のきがわら）

当寺より出土。奈良時代の製作。現在は岡山県立博物館に寄託されている。

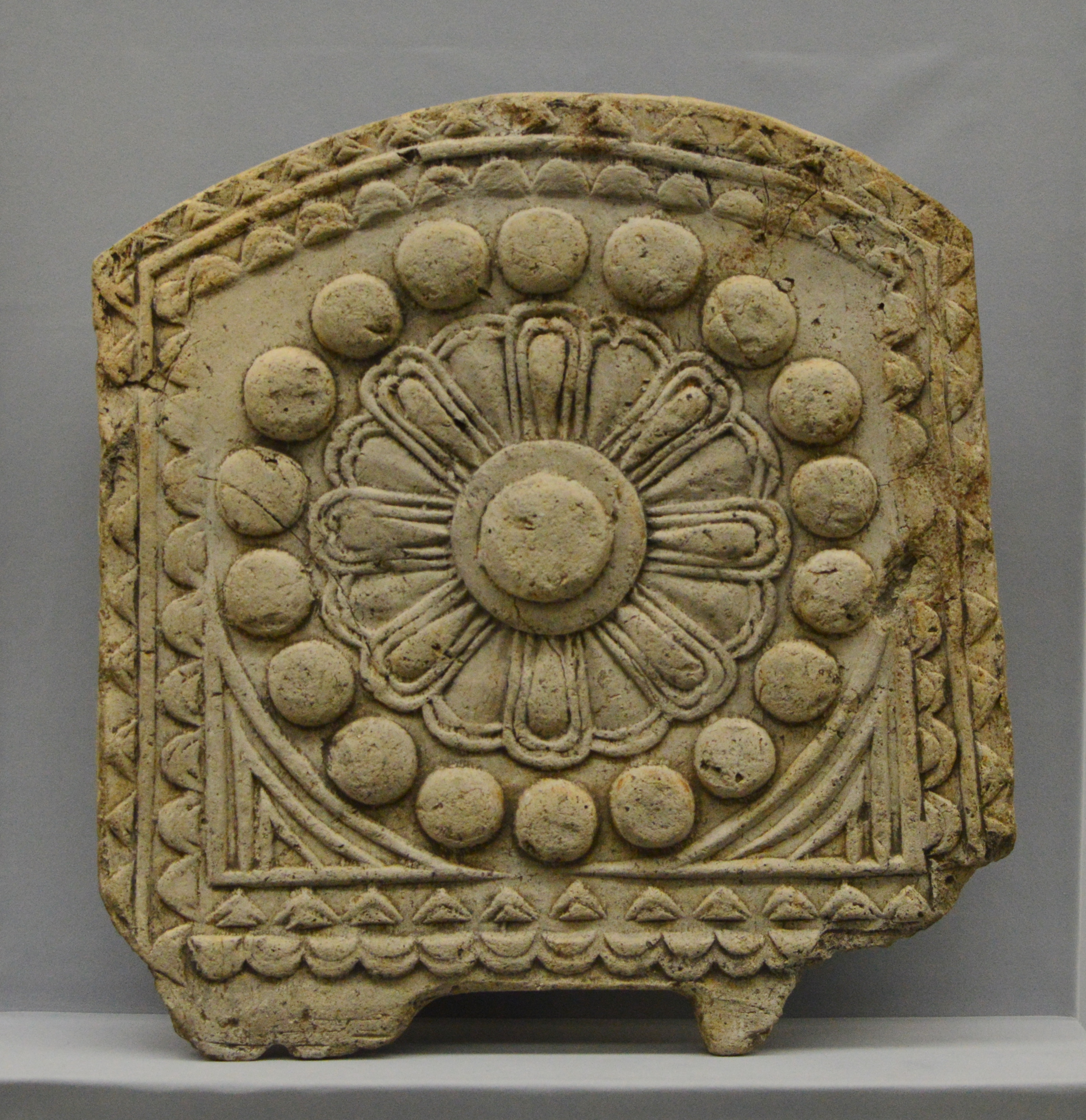
蓮華文鬼瓦（国の重要文化財） 岡山県立博物館展示。

## アクセス

### 公共交通機関
- 井原鉄道で吉備真備駅下車、徒歩15分。

### 自動車
- 山陽自動車道玉島ICより真備・高梁方面へ10分。
- 岡山自動車道岡山総社ICより井原方面へ30分。